# 方盈
方盈（1948年4月20日—2010年1月13日），本名倪芳凝，1960年代香港電影演員，祖籍貴州，自幼移居香港，1962年报考南國實驗劇團，成為第二期學員，与何莉莉、郑佩佩、秦萍等同班。畢業後加入邵氏電影公司，於處女作《七仙女》（1963）即擔任女主角，其後主演《雙鳳奇緣》（1964）、同年也在《妲己》中以實習演員身份斬露頭角；《西廂記》（1965）、《蘭姨》（1967）、《亞洲秘密警察》（1967）、《飛天女郎》（1967）、《新陳三五娘》（1967）、《寒煙翠》（1968）、《鐵羅漢》（1970）等電影。
1964年獲台灣《徵信新聞報》「第一屆中國十大影星選舉」第七名。1968年結婚。1970年息影。1970年代在電視台任節目主持和參演連續劇。1980年代中期起擔任電影美術指導。《川島芳子》（1990）是她擔任美術指導的電影名作。方盈憑《海上花》一片，成為第23屆金馬獎（1986）的最佳服裝設計入圍者之一。
2010年1月13日因胰臟癌逝世于香港，終年61歲。

## 電影
- 《七仙女》 (1963年12月11日香港首映) 飾演女主角七仙女
- 《故都春夢》(又名《新啼笑姻緣》) (1964年1月17日)
- 《妲己》(1964年8月27日) 飾演伴舞宫女
- 《雙鳳奇緣》(1964年12月10日)  飾演女主角安寧公主
- 《玉堂春》(1964年9月30日)  飾演青樓女子
- 《西廂記》(1965年11月10日) 飾演女主角崔鶯鶯
- 《歡樂青春》 (1966年12月22日)飾演倪芳凝
- 《亞洲秘密警察》(1966年12月10日)飾演楊明華
- 《幪面大俠》(1967年2月18日)飾演文陽公主
- 《蘭姨》(1967年3月2日)  飾演江文蘭
- 《飛天女郎》(1967年10月26日)飾演飛天女郎
- 《新陳三五娘》(1967年11月9日)，飾演女主角五娘黃碧琚
- 《寒煙翠》(1968年1月4日) 飾演陳詠薇
- 《女兒國》(1968年1月26日) 飾演公主
- 《千面大盜》 (1968年2月20日) 飾演賣花女
- 《獵人》 (1969年5月9日)	 飾演蘇秀蘭
- 《裸情》(1970年1月31日)	飾演全右烈
- 《大丈夫能屈能伸》 (1970年5月21日) 飾演汪榴照
- 《鐵羅漢》(1970年11月12日) 飾演牡丹
- 《屋檐下》(1981年) 飾妻子

## 電視劇(佳藝電視)
- 1976年：《雌雄金剛：高處不勝寒》 飾
- 1978年：《名流情史》 飾 張海盈

## 電視劇(香港電台)
- 1980年：《烙印：虐待》 飾 張趙淑英
- 1981年：《屋簷下：殺嬰》 飾
- 1987年：《小說家族：為逝去的》 飾

## 主持(佳藝電視)
- 1976-1978年：電影圈
- 1977年：眾星拱照賀新歲
- 1977年：呂振原琵琶特輯